# Neostenus morio
Neostenus morio là một loài bọ cánh cứng trong họ Cerambycidae.